# Erik Blomberg (tonsättare)
Erik Blomberg, född 6 maj 1922 i Koppom, Järnskogs församling, Värmlands län, död  24 juli 2006 i Avesta församling, Dalarnas län
, var en svensk tonsättare och musiklärare.
Blombergs  föräldrar var folkskollärare Erik Joel Blomberg och Annie Ragnhild Blomberg, född Strid.  Han studerade komposition för Erland von Koch och Gunnar Bucht. Under många decennier var han verksam i Uppsala, bland annat som musiklärare vid Katedralskolan.
Blombergs verklista består av både orkesterverk (bland annat 14 symfonier), pianoverk, kammarmusik, solo- och körsånger, samt en opera. Han skrev också 20 Kompriment för varierande besättning. Många av orkesterverken uruppfördes av Akademiska kapellet i Uppsala.

## Verk (ej komplett)
- Piano:
  - Tre nocturner, 1967
  - Capriccio, 1967
  - Naiviteter, 1967

- Orkester:
  - Symfoni nr 1, Fyra dramatiska skisser, 1966
  - Symfoni nr 2, Tre studier i melodik, 1968
  - Tre orkestrala fragment, 1968
  - Debatt, 1969-70
  - Vila i rörelse, 1970
  - Symfoni nr 3, Associationskedjor, 1971
  - Uppspel, 1978
  - Flykt, 1979
  - Iver, 1980
  - Vågspel, 1979
  - Puts, 1980
  - Obstinato, 1980
  - Uttoning, 1981
  - Lyrism, 1981
  - Berättelse, 1981
  - Lek, 1993
  - Entré, 1993
  - Episod, 1993
  - Efterdans, 1993
  - Chaconne, 1993
  - Omvandlingar, 1997
  - Symfoni nr 14, 2003

- Opera:
  - Ett drömspel, 1964-65